# Арно, Жан-Клод
Жан-Кло́д Арно́ (фр. Jean-Claude Arnault, род. 15 августа 1946), известный в СМИ как «the cultural profile» (швед. kulturprofilen), — французско-шведский фотограф и художественный руководитель культурного центра Forum — Nutidsplats För Kultur на Sigtunagatan 14 в Стокгольме, который стал широко известен в связи с Me Too.
Арно получил культурную премию Natur and Cultur в 2008 году. Он женился на члене Шведской академии Катарине Фростенсон, родившейся в Марселе, Франция.
В ноябре 2017 года, в контексте Me Too, Арно был обвинён в сексуальных домогательствах к 18 женщинам, что привело к тому, что Шведская академия разорвала все финансовые связи с ним.
Одновременно его жена была обвинена в коррупции за несообщение членам академии о конфликте интересов при распределении субсидий для культурного центра мужа. В то же время она была заявлена в качестве источника семи случаев досрочной утечки информации о будущих лауреатах Нобелевской премии по литературе.
В результате противоречий Сара Даниус, Петер Энглунд, Клас Остерген, Сара Стридсберг, Челль Эспмарк и сама Фростенсон оставили свои должности, что привело к озабоченности по поводу будущего Шведской академии. 12 апреля 2018 года Сара Даниус, а 27 апреля Сара Стридсберг покинули академию. Арно отрицал все обвинения.
1 октября 2018 года Арно был приговорен к двум годам и штрафу в 115,000 шведских крон за один случай изнасилования. Арно обжаловал вердикт, после чего Апелляционный суд 3 декабря 2018 года увеличил наказание, найдя Арно виновным в двух случаях изнасилования, и приговорил его к двум годам с половиной заключения. Также был увеличен штраф до 215,000 шведских крон.
После осуждения был лишен звания рыцаря в Ордене Полярной звезды, полученного в 2015 году